# KF Trepça'89
KF Trepça'89 (på albanska Klubi Futbollistik Trepça'89) är en fotbollsklubb i Mitrovica i Kosovo. Klubben etablerades 1989 som Minatori '89 av en grupp fotbollsspelare från FK Trepča Kosovska Mitrovica. Klubbens lokala medtävlare är KF Trepça, som också är etablerad i staden Mitrovica. KF Trepça'89 spelar i Kosovar Superliga.
KF Trepça'89 deltog för första gången i Uefa Champions League, under säsongen 2017–2018, i den första inledande omgången. Trepça'89 spelade sin första match i Champions League mot den färöiska fotbollsklubben Víkingur Gøta, som också gjorde sin debut i Champions League.